# Alexandre Petrovitch Dadianov
Le Prince Alexandre Petrovitch Dadianov (1753 - 26 janvier 1811, Moscou) fut un noble russe d'origine géorgienne, des XVIIIe – XIXe siècles.

## Biographie
Alexandre Petrovitch est né en 1753, probablement à Moscou, en Russie. Il était le fils unique et le cadet des enfants du Prince Piotr Igorovitch Dadianov, Capitaine de l'Armée russe, et de son épouse, la Princesse Anna Alexandrovna, fille de Nazar Ali Mirza, qui gouvernait le royaume de Kakhétie de 1736 à 1739.
Il entra très tôt dans le service militaire et devint bientôt Colonel de l'Artillerie de l'Armée impériale de Russie. Il reçut plusieurs titres du Sénat, dont notamment celui de Kniaz Dadianov (Prince Dadiani). L'apogée de sa carrière militare fut atteinte en 1797, lorsqu'il devint Maréchal de la Noblesse de Podolsk. Il continua par la suite son ascension militaire et participa aux guerres napoléoniennes.
Le Prince Alexandre Petrovitch Dadianov est mort à Moscou le 26 janvier 1811.

## Famille et descendance
Il avait épousé la Princesse Anna Leonovna Grouzinskaïa, née en 1753 et morte le 4 février 1812, fille du Prince Levanti de Karthlie. Le couple eut cinq fils et cinq filles :
- Piotr Alexandrovitch Dadianov (1776-1786)
- Levanti Alexandrovitch Dadianov (1777-1847)
- Georges Alexandrovitch Dadianov (mort en 1801)
- Dimitri Alexandrovitch Dadianov
- Nikolaï Alexandrovitch Dadianov (1792-1831)
- Alexandra Alexandrovna Dadianova (1778-1855)
- Anna Alexandrovna Dadianova (1785-1842)
- Sopio Alexandrovna Dadianova (1787-1798)
- Ekaterina Alexandrovna Dadianova
- Maria Alexandra Dadianova